# Stigmaphyllon coloratum
Stigmaphyllon coloratum är en tvåhjärtbladig växtart som beskrevs av Henry Hurd Rusby. Stigmaphyllon coloratum ingår i släktet Stigmaphyllon och familjen Malpighiaceae. Inga underarter finns listade i Catalogue of Life.